# George M. Robeson
Pour les articles homonymes, voir Robeson.
George Maxwell Robeson, né le 16 mars 1829 à Oxford Furnace (New Jersey) et mort le 27 septembre 1897 à Trenton (New Jersey), est un homme politique américain. Membre du Parti républicain, il est secrétaire à la Marine entre 1869 et 1877 dans l'administration du président Ulysses S. Grant puis représentant du New Jersey entre 1879 et 1883.

## Sources
- (en) Cet article est partiellement ou en totalité issu de l’article de Wikipédia en anglais intitulé « George M. Robeson » (voir la liste des auteurs).